# 캉 켁 이우
캉 켁 이우(크메르어: កាំង ហ្គេកអ៊ាវ, 1942년 11월 17일~2020년 9월 2일)는 동지 두치(크메르어: សមមិត្តឌុច) 또는 행 핀이라는 가명으로도 알려져 있으며, 캄보디아 출신의 유죄 판결을 받은 전범이자 크메르 루주 운동의 일원이었다. 크메르 루주는 1975년부터 1979년까지 민주 캄푸치아를 통치했다. 툴슬렝(S-21) 감옥소의 소장이자 산테발의 책임자로서, 캉 켁 이우는 수천 명의 개인을 심문하고 고문한 일에 책임이 있었으며, 여성과 어린이를 포함한 최소 12,272명의 처형에 대해 유죄 판결을 받았다. 그의 지휘 아래 최대 14,000명이 사망했을 것으로 추정된다.
그는 크메르 루주 정권의 범죄에 대해 크메르 루주 특별재판소(ECCC)에 의해 재판을 받은 최초의 크메르 루주 지도자였으며, 반인륜적 범죄, 살인, 고문 혐의로 유죄 판결을 받고 징역 30년형을 선고받았다. 2012년 2월 2일, 예수의 성전 봉헌 축일에, 캄보디아 특별재판소는 그의 형을 무기징역으로 연장했다.
캉 켁 이우는 다른 많은 크메르 루주 간부들과는 달리, 자신의 범죄를 부인하거나 정당화하지 않았다. 그는 자신이 잘못했으며 끔찍한 일들을 저질렀다고 인정했으며, 회개했고 기독교로 개종했다고 밝혔다. 그의 재판 과정에서 그는 툴슬렝 수용소와 크메르 루주 체제 내부에서 벌어진 일들에 대한 구체적인 증언을 제공했으나, 그의 증언은 때때로 모순을 포함했고, 재판 말미에는 석방을 요청하기도 했다.

## 사망
징역 10년을 복역한 후, 2020년 9월 2일, 켁 이우는 만 77세의 나이로 크메르-소비에트 우호 병원에서 만성 폐쇄 폐 질환으로 사망하였다. 캄보디아 내 코로나19의 복잡한 상황으로 인해, 그는 불교식 장례 없이 같은 날 프놈펜에서 신속히 화장되었다.